# 이세정
이세정(李世禎, 1661년 - 1721년)은 조선후기의 문신이자 종친이며, 도정궁(都正宮) 사손(嗣孫)이다.

## 생애
조선후기의 문신으로 본관은 전주, 휘는 세정(世禎), 자는 국경(國卿)이다. 덕흥대원군의 6대 사손(嗣孫)이며, 아버지는 동지돈녕부사(同知敦寧府事) 이홍일(李弘逸)이고, 어머니는 정랑(正郞) 기계인(杞溪人) 유삼(兪木+參)의 딸로 정부인 유씨(貞夫人 兪氏)이다.
부인은 부제학(副提學) 청송인(淸松人) 심유(沈攸)의 딸로 증 정부인(貞夫人) 청송심씨(淸松沈氏)이다.
동돈녕 이홍일의 장남으로 신축(辛丑) 1661년(현종 2) 10월 18일 탄생하였다. 일찍이 사마(司馬) 양시(兩試)에 합격하고, 1699년(숙종 25) 증광전시 병과에 급제하였다. 이때 과옥(科獄, 기묘과옥(己卯科獄))에 연루되어 1700년(숙종 26) 의주부(義州府)에 정배(定配)하여 충군(充軍)이 되었다.
참봉으로 시작해서 직장(直長)을 거쳐 통정대부(通政大夫) 돈녕부도정(敦寧府都正)을 지내고, 신축(辛丑) 1721년(경종 1) 6월 30일 향년 60세로 별세하였다.
1723년(경종 3) 1월 24일 사신에게 우리나라의 시부·책문 문체를 보여 주었는데 부칙(副勅)이 동국(東國)의 시부(詩賦)·책문(策文) 문체(文體)를 보기를 요구하므로 예문관(藝文館)으로 하여금 책(策) 하나와 부(賦) 2편과 시(詩) 3수(首)를 초선(抄選)하여 보이게 하니, 율곡(栗谷) 이이(李珥)의 천도책(天道策)과, 민제인(閔齊仁)의 백마강부(白馬江賦), 하서(河西) 김인후(金麟厚)의 칠석부(七夕賦)와, 고(故) 영상(領相) 이항복(李恒福)의 읍송거시재복아(泣送去時在腹兒)와 김창흡(金昌翕)의 와념소유언(臥念少游言)과 이세정(李世楨)의 답조낙모(答嘲落帽)의 시를 보여주었다.
후에 가의대부(嘉義大夫) 이조참판(吏曺參判)에 증직되었다.

## 가족관계
- 아버지 : 동지돈녕부사(同知敦寧府事) 이홍일(李弘逸, 1640년 - 1718년)
- 어머니 : 정부인 유씨(貞夫人 兪氏, 1643년 - 1718년), 정랑(正郞) 기계인(杞溪人) 유삼(兪木+參)의 딸.
- 부인 : 증 정부인 청송심씨(貞夫人 淸松沈氏, 1659년 - 1710년), 부제학(副提學) 청송인(淸松人) 심유(沈攸, 1620년 - 1688년)의 딸.
  - 장남 : 이명좌(李明佐, 1681년 - 1722년)
  - 2남 : 이명회(李明會, 1685년 - 1727년), 도정궁(都正宮) 사손(嗣孫)
  - 3남 : 이명진(李明晋, ?년 - 1712년)
  - 4남 : 이명협(李明協, 1694년 - 1716년)
  - 5남 : 이명익(李明翼, 1702년 - 1755년), 종숙(從叔) 증 이조참의(吏曹參議) 이세희(李世禧, 1680년 - 1715년)에게 출계.
  - 장녀 : 한양인(韓陽人) 조종하(趙鍾夏)에게 출가.
  - 2녀 : 칠원인(漆原人) 윤덕순(尹德純)에게 출가.
- 후실
  - 3녀 : 청주인(淸州人) 한성도(韓聖度)에게 출가.
- 동생 : 이세기(李世祺, 1662년 - 1699년), 숙부 증 승지(承旨) 이홍달(李弘達, 1645년 - 1662년)에게 출계.
- 동생 : 이세상(李世祥, 1671년 - 1719년)
- 여동생 : 신창인(新昌人) 맹만택(孟萬澤, 1660년 - 1710년)에게 출가. → 현종의 부마이자 1녀 명선공주(明善公主, 1659년 - 1673년)의 남편으로 결정.
- 여동생 : 서하인(西河人) 임술(任述)에게 출가.
- 여동생 : 양주인(楊州人) 조영세(趙榮世)에게 출가.